# Ferjani Sassi
Ferjani Sassi (sinh ngày 18 tháng 3 năm 1992) là cầu thủ bóng đá người Tunisia đang thi đấu cho câu lạc bộ Al-Gharafa ở vị trí tiền vệ phòng ngự.

## Sự nghiệp quốc tế
Sassi thi đấu trận đấu quốc tế đầu tiên với đội tuyển quốc gia vào ngày 8 tháng 6 năm 2013 trong trận đấu trước Sierra Leone (2–2), khi anh có mặt trong đội hình xuất phát và thi đấu cả trận.
Anh có tên trong đội hình của Tunisia tham dự Giải bóng đá vô địch thế giới 2018 ở Nga và ghi bàn thắng từ chấm phạt đền trong trận đấu mở màn của Tunisia trước Anh.

### Bàn thắng quốc tế
Danh sách bàn thắng và kết quả cho Tunisia.
| #  | Ngày                 | Địa điểm                                            | Đối thủ    | Bàn thắng | Kết quả | Giải đấu           |
| -- | -------------------- | --------------------------------------------------- | ---------- | --------- | ------- | ------------------ |
| 1. | 15 tháng 10 năm 2014 | Sân vận động Mustapha Ben Jannet, Monastir, Tunisia | Sénégal    | 1–0       | 1–0     | Vòng loại CAN 2017 |
| 2. | 12 tháng 6 năm 2015  | Sân vận động Olympique de Radès, Radès, Tunisia     | Djibouti   | 4–0       | 8–1     | Vòng loại CAN 2017 |
| 3. | 1 tháng 6 năm 2018   | Sân vận động Genève, Genève, Thụy Sĩ                | Thổ Nhĩ Kỳ | 2–1       | 2–2     | Giao hữu           |
| 4. | 18 tháng 6 năm 2018  | Volgograd Arena, Volgograd, Nga                     | Anh        | 1–1       | 1–2     | World Cup 2018     |
| 5. | 11 tháng 7 năm 2019  | Sân vận động Al Salam, Cairo, Ai Cập                | Madagascar | 1–0       | 3–0     | CAN 2019           |
| 6. | 27 tháng 9 năm 2022  | Sân vận động Panasonic Suita, Osaka, Nhật Bản       | Nhật Bản   | 2–0       | 3–0     | Cúp Kirin 2022     |

## Danh hiệu
- Tunisian League (1): 2013